# Suntar-Chajata
Suntar-Chajata (rusky Сунтар-Хаята z jakutského Сунтар - hluboká řeka a Хаята - pohoří ) je horský hřbet na východní Sibiři. Bývá buď považován za součást Verchojanského pohoří, nebo za samostatný horský systém. Má středohorský ráz, jeho nejvyšším bodem je hora Mus-Chaja, vysoká 2959 metrů. Pohoří tvoří rozvodí mezi Severním ledovým (řeky Lena a Indigirka) a Tichým oceánem (Urak, Ochota a další). Tvoří také hranici mezi Chabarovským krajem a Republikou Sacha.
Většinu pohoří pokrývá tundra. Hranice lesa je ve výšce přibližně 1 300 metrů nad mořem, níže je východosibiřská mechová tajga, tvořená převážně modřínem dahurským (Larix gmelinii), při hranici lesa rostou porosty borovice zakrslé (Pinus pumila).

## Horopis

### Nejvyšší vrcholy
| Pořadí | Název                    | Nadmořská výška (m) | Obtížnost výstupu | Masiv     | Horský uzel              | poloha                            |
| ------ | ------------------------ | ------------------- | ----------------- | --------- | ------------------------ | --------------------------------- |
| 1      | Mus-Chaja                | 2959                | 1B, 2A            | severní   | Mus-Chaja                | 62°36′35″ s. š., 140°56′19″ v. d. |
| 2      | Berill                   | 2934                | 1B, 2A            | centrální | Berill                   | 62°23′45″ s. š., 141°19′36″ v. d. |
| 3      | Rakovskogo               | 2888                | 1B, 2A, 2B        | jižní     | Judomský hřbet           | 62°12′34″ s. š., 141°19′56″ v. d. |
| 4      | Moskovskaja Olympiada    | 2839                | 2A                | centrální | Berill                   | 62°25′31″ s. š., 141°18′59″ v. d. |
| 5      | Nikišova                 | 2820                | 1B, 2A            | centrální | rozvodí Delkju - Azejkan | 62°18′46″ s. š., 141°25′27″ v. d. |
| 6      | Demokratičeskaja Rossija | 2819                | 2A                | jižní     | Judomský hřbet           | 62°2′41″ s. š., 141°22′8″ v. d.   |
| 7      | 2810                     | 2810                | 2A                | jižní     | Judomský hřbet           | 62°9′56″ s. š., 141°18′34″ v. d.  |
| 7      | Pik Moskovskij           | 2810                | 1B                | centrální | Berill                   | 62°22′48″ s. š., 141°20′3″ v. d.  |
| 9      | Soguru-Chaja             | 2798                | 2A                | jižní     | Judomský hřbet           | 62°4′4″ s. š., 141°20′50″ v. d.   |
| 10     | Palatka                  | 2797                | 1B, 2A            | severní   | Palatka                  | 62°43′22″ s. š., 140°37′56″ v. d. |
| 10     | 2797                     | 2797                | 2A                | severní   | Mus-Chaja                | 62°34′4″ s. š., 140°51′21″ v. d.  |

## Zalednění
V pleistocenních glaciálech pokrývalo pohoří Suntar-Chajata, spolu s okolními pohořími, štítové zalednění kordillerského typu. Tento štítový ledovec zřejmě obkružoval celé Ochotské moře a stékal až k jeho pobřeží, sněžná čára byla velmi nízko. Plocha štítového ledovce pokrývajícího pohoří Suntar-Chajata, Verchojanské a Čerského, byla 1 240 000 km2.
V dnešní době se v pohoří nachází už pouze horské zalednění. Celkem je zde 208 ledovců o celkové ploše 201,6 km2. Největší z nich dosahuje délky 7,2 km a plochy 7,5 km2, většinou však mají délku do 3 km. Nadmořská výška sněžné čáry se pohybuje mezi 2230 a 2440 metry nad mořem, její střední hodnota je 2350 m n. m. Splazy ledovců dotékají nejčastěji do výšky 2120 m n. m.
Celé pohoří je v oblasti souvislého permafrostu. Při vodních tocích jsou v některých místech rozsáhlé naledě.

### Největší ledovce pohoří[1]
| Název            | Délka (km) | Plocha (km2) | Masiv     | Horský uzel    | poloha                      |
| ---------------- | ---------- | ------------ | --------- | -------------- | --------------------------- |
| bezejmenný (147) | 7,2        | 7,5          | jižní     | Judomský hřbet | 62°4′ s. š., 141°20′ v. d.  |
| Palatka          | 5,4        | 4,4          | severní   | Palatka        | 62°44′ s. š., 140°38′ v. d. |
| Berill           | 5,3        | 6,9          | centrální | Berill         | 62°23′ s. š., 141°17′ v. d. |
| bezejmenný (148) | 5,2        | 3,9          | jižní     | Judomský hřbet | 62°4′ s. š., 141°22′ v. d.  |
| Bolšoj Mus-Chaja | 4,9        | 4,3          | severní   | Mus-Chaja      | 62°36′ s. š., 140°54′ v. d. |